# Mitchell Trubisky
Mitchell David Trubisky (Mentor, 20 de agosto de 1994) é um quarterback de futebol americano do Buffalo Bills da National Football League (NFL).
Ele jogou futebol americano universitário pela Universidade da Carolina do Norte e foi selecionado como a segunda escolha geral pelo Chicago Bears no draft da NFL de 2017.
A temporada mais bem-sucedida de Trubisky foi em 2018, quando ele liderou os Bears ao seu primeiro título de divisão desde 2010, sendo chamado para o Pro Bowl. Devido a um desempenho inconsistente, ele não teve seu contrato renovado pelos Bears em 2021 e passou uma temporada como reserva nos Bills. Ele se juntou ao Pittsburgh Steelers no ano seguinte, alternando como titular e reserva por duas temporadas antes de retornar aos Bills em 2024.

## Primeiros anos

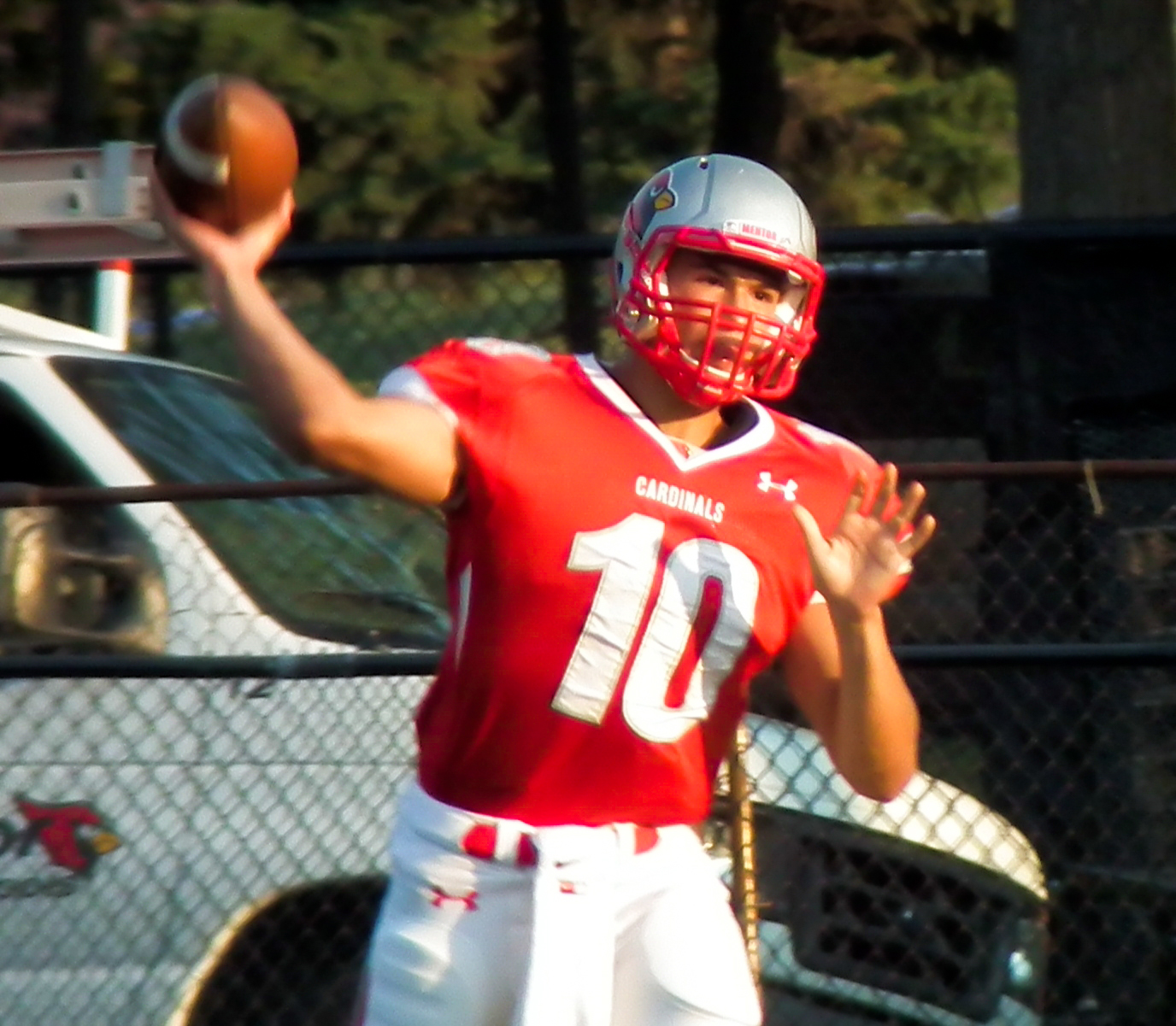
Trubisky jogando pelo Mentor High School em 2012

Trubisky nasceu em Mentor, Ohio em 20 de agosto de 1994. Ele frequentou a Mentor High School, onde jogou pelo time de futebol americano.
Durante sua carreira no futebol americano do ensino médio, ele lançou para 9.126 jardas e 92 touchdowns e correu para 1.559 jardas e 33 touchdowns. Ele recebeu o prêmio Mr. Football de Ohio em 2012. Trubisky se comprometeu a jogar futebol americano universitário na Universidade da Carolina do Norte em Chapel Hill sob o comando do treinador Larry Fedora.

## Carreira universitária
Trubisky não jogou em seu primeiro ano na Carolina do Norte em 2013. Ele teve dez jogos como reserva de Marquise Williams em 2014. Ele fez sua estreia universitária substituindo Williams contra Liberty em uma vitória por 56–29. No jogo, ele completou 10 de 16 passes para 66 jardas com um touchdown e uma interceptação. Ele lançou seu primeiro touchdown da carreira para o tight end Jack Tabb no terceiro quarto.
Trubisky participou do Bowl no final da temporada contra Rutgers. No Quick Lane Bowl de 2014, ele completou 7 de 9 passes para 65 jardas e um touchdown, que foi um passe para o recebedor Kendrick Singleton, na derrota por 40–21. Em sua temporada de calouro, ele completou 42 de 78 passes para 459 jardas, cinco touchdowns e quatro interceptações.
Em sua segunda temporada, Trubisky novamente serviu como reserva de Williams, participando de nove jogos na temporada de 2015. Ele fez sua estreia na temporada contra North Carolina A&T. No jogo, ele completou 5 de 7 passes para 37 jardas e um touchdown. Além disso, ele correu para um touchdown de 35 jardas na vitória por 53–14. Ele teve suas melhores estatísticas até então contra Delaware em 26 de setembro. Ele completou 17 de 20 passes para 312 jardas e quatro touchdowns na vitória por 41–14. Ele participou da Final da ACC contra Clemson, completando um único passe para 16 jardas. Na temporada, ele completou 40 de 47 passes para 555 jardas e seis touchdowns e correu 16 vezes para 101 jardas e três touchdowns.
Em sua última temporada, Trubisky assumiu como quarterback titular em 2016. Ele foi titular em todos os 13 jogos na temporada de 2016. Na derrota da abertura da temporada por 33–24 para Georgia, ele completou 24 de 40 passes para 156 jardas. Ele acrescentou três corridas para sete jardas e um touchdown. Na semana seguinte, contra Illinois, ele teve 265 jardas de passe e dois touchdowns. Além disso, ele correu nove vezes para 42 jardas e dois touchdowns na vitória por 48–23. Duas semanas depois, contra Pittsburgh, ele teve suas melhores estatísticas pelo ar. Ele completou 35 de 46 passes para 453 jardas e cinco touchdowns na vitória por 37–36. Em 5 de novembro, contra Georgia Tech, ele fez sua primeira recepção na carreira, que foi para oito jardas. No Sun Bowl de 2016 contra Stanford, ele completou 23 de 39 passes para 280 jardas, dois touchdowns e duas interceptações em seu último jogo universitário, uma derrota por 25–23. Ele registrou 3.748 jardas de passe com 30 touchdowns e seis interceptações em sua última temporada. Como resultado de sua temporada bem-sucedida, ele foi nomeado membro da Terceira-Equipe da ACC. Trubisky se declarou para o draft da NFL de 2017 em 9 de janeiro de 2017, optando por desistir de seu último ano de elegibilidade universitária.

### Estatísticas universitária
| Ano      | Time           | Jogos     | Jogos     | Passando  | Passando  | Passando  | Passando  | Passando  | Passando  | Correndo  | Correndo  | Correndo  | Correndo  |
| Ano      | Time           | JD        | JT        | Cmp       | Ten       | Pct       | Jardas    | TD        | Int       | Ten       | Jardas    | Média     | TD        |
| 2013     | North Carolina | Não jogou | Não jogou | Não jogou | Não jogou | Não jogou | Não jogou | Não jogou | Não jogou | Não jogou | Não jogou | Não jogou | Não jogou |
| -------- | -------------- | --------- | --------- | --------- | --------- | --------- | --------- | --------- | --------- | --------- | --------- | --------- | --------- |
| 2014     | North Carolina | 10        | 0         | 42        | 78        | 53.8      | 459       | 5         | 4         | 11        | 30        | 2.7       | 0         |
| 2015     | North Carolina | 9         | 0         | 40        | 47        | 85.1      | 555       | 6         | 0         | 16        | 101       | 6.3       | 3         |
| 2016     | North Carolina | 13        | 13        | 304       | 447       | 68.0      | 3,748     | 30        | 6         | 93        | 308       | 3.3       | 5         |
| Carreira | Carreira       | 32        | 13        | 386       | 572       | 68.9      | 4,762     | 41        | 10        | 120       | 439       | 4.1       | 8         |

## Carreira profissional

### Pré-Draft
Saindo da universidade, Trubisky foi projetado para ser uma escolha de primeira rodada pela maioria dos scouts e analistas. A ESPN e a Pro Football Focus (PFF) o classificaram como o segundo melhor quarterback, o NFLDraftScout.com o classificou como o melhor quarterback do draft e a Sports Illustrated o classificou como o quarto melhor quarterback disponível.
| Altura                          | Peso   | Comprimento do braço | Tamanho da mão | Corrida de 40 jardas | Corrida de 10 jardas | Corrida de 20 jardas | 20-ss  | 3-cone | Salto vertical | Amplo  | BP |
| ------------------------------- | ------ | -------------------- | -------------- | -------------------- | -------------------- | -------------------- | ------ | ------ | -------------- | ------ | -- |
| 1.88 m                          | 101 kg | 0.81 m               | 0.24 m         | 4.67 s               | 1.62 s               | 2.71 s               | 4.25 s | 6.87 s | 0.70 m         | 2.95 m | 25 |
| Todos os valores da NFL Combine |        |                      |                |                      |                      |                      |        |        |                |        |    |

### Chicago Bears

#### 2017

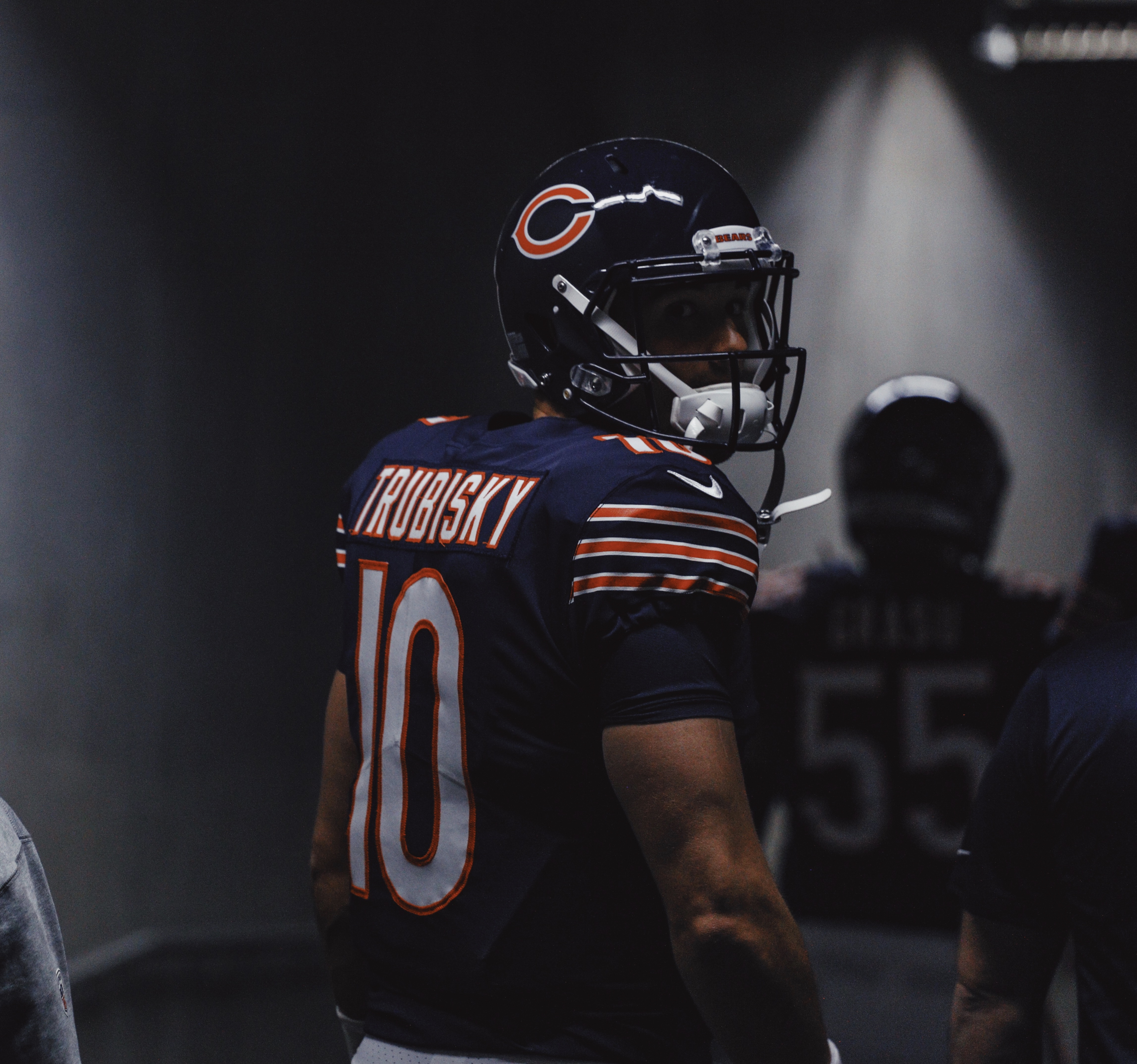
Trubisky no túnel antes de um jogo de 2017 contra o Detroit Lions.

Trubisky foi selecionado pelo Chicago Bears como a segunda escolha geral no draft da NFL de 2017. Ele foi o quarterback escolhido mais alto no draft. Os Bears subiram da terceira escolha geral, trocando com o San Francisco 49ers por duas escolhas de terceira rodada e uma escolha de quarta rodada.
Durante a pré-temporada de 2017, Trubisky registrou a terceira maior classificação de passador entre os 29 quarterbacks com pelo menos 50 passes, com uma classificação de 106.2, junto com três touchdowns e nenhuma interceptação. Apesar de sua forte pré-temporada, ele foi nomeado reserva de Mike Glennon para a temporada regular de 2017.
Após os Bears começarem a temporada com um recorde de 1–3, o treinador John Fox colocou Glennon no banco e Trubisky foi nomeado o titular para a Semana 5. Trubisky fez sua primeira partida na temporada regular em 9 de outubro de 2017, contra o Minnesota Vikings, onde completou 12 de 25 passes para 128 jardas, um touchdown e uma interceptação, enquanto os Bears perderam por 20–17 no Monday Night Football. Seu primeiro touchdown na carreira foi um passe de 20 jardas para o tight end Zach Miller. Em sua próxima partida, ele completou 8 de 16 passes, incluindo um touchdown e uma conclusão crítica na prorrogação que resultou em um field goal da vitória por 27–24 sobre o Baltimore Ravens. Na Semana 7 contra o Carolina Panthers, Trubisky foi limitado a 107 jardas de passe, mas com a defesa forçando três turnovers e dois touchdowns defensivos, os Bears venceram por 17–3.

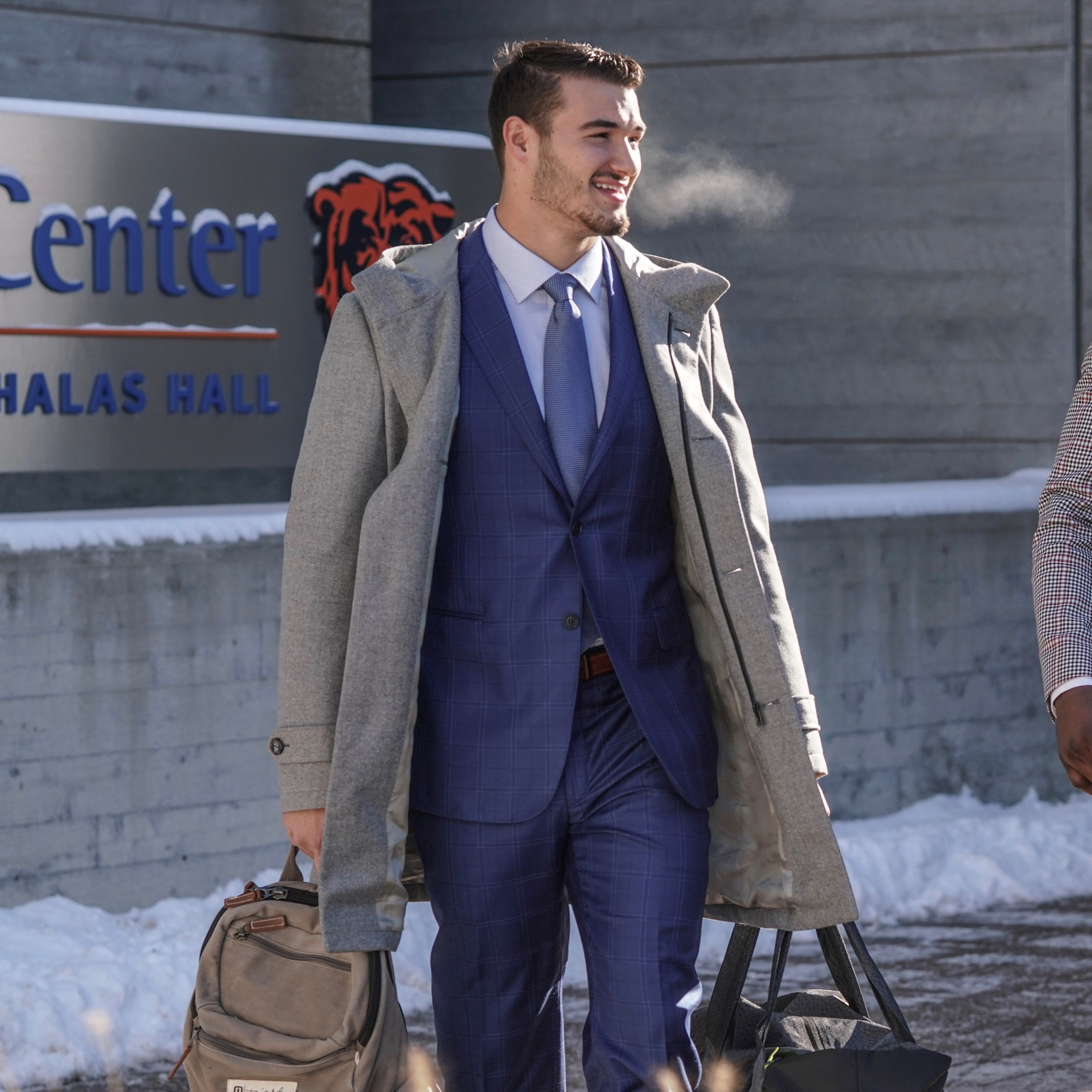
Trubisky em 2017

Na Semana 12, Trubisky completou 17 de 33 passes para 147 jardas e duas interceptações na derrota por 31–3 contra o Philadelphia Eagles. Na semana seguinte, ele completou 12 de 15 passes para 102 jardas e um touchdown contra o San Francisco 49ers, mas um field goal tardio de Robbie Gould deu a vitória aos 49ers por 15–14. Na Semana 14, porém, Trubisky teve uma excelente performance ao completar 25 de 32 passes para 271 jardas e um touchdown, selando uma vitória por 33–7 sobre o Cincinnati Bengals e quebrando uma sequência de cinco derrotas. Na Semana 15, Trubisky teve dificuldades contra o Detroit Lions. Apesar de terminar com 314 jardas de passe e um touchdown, ele também lançou três interceptações na derrota por 20–10. No jogo seguinte, uma vitória por 20–3 sobre o Cleveland Browns, ele lançou para 193 jardas, elevando seu total de jardas de passe na temporada para 2.015, o maior número por um novato na história dos Bears. Na partida final da temporada regular, uma derrota por 23–10 para o Minnesota Vikings, ele teve 178 jardas de passe e nenhuma interceptação.
Trubisky encerrou sua temporada de estreia com um recorde de 4–8 em 12 partidas como titular, lançando sete passes para touchdown e sete interceptações. Ele também correu para 248 jardas, a maior quantidade por um quarterback dos Bears desde Kordell Stewart em 2003.

### 2018
Após a temporada de 2017, o treinador John Fox foi demitido e substituído pelo coordenador ofensivo do Kansas City Chiefs, Matt Nagy, que demonstrou interesse em trabalhar com Trubisky depois de se encontrarem antes do draft de 2017. O gerente geral Ryan Pace fez uma prioridade na offseason de construir a equipe ofensiva dos Bears em torno de Trubisky. Durante a offseason de 2018, o time contratou os wide receivers Allen Robinson e Taylor Gabriel, além do tight end Trey Burton. Apesar de Trubisky ter tido um começo lento na temporada regular de 2018, onde lançou apenas dois passes para touchdown nos três primeiros jogos, os Bears conseguiram um início de 2–1 nas primeiras três semanas.
O sucesso chegou na semana 4 contra o Tampa Bay Buccaneers: Trubisky completou 19 de 26 passes para 354 jardas, lançou seis touchdowns (cinco no primeiro tempo) e obteve uma classificação de passador de 154.7. Os Bears venceram por 48–10; os seis touchdowns ficaram a um do recorde da franquia dos Bears estabelecido por Sid Luckman em 1943. Trubisky se tornou o primeiro quarterback dos Bears a lançar cinco touchdowns em um tempo desde Johnny Lujack em 1949 e foi o segundo jogador na história da NFL a ter cinco receptores diferentes recebendo passes para touchdown em um jogo desde Aaron Rodgers, do Green Bay Packers, contra os Bears. Ele foi nomeado o Jogador da Semana por sua performance.
Após uma folga na Semana 5, os Bears enfrentaram o Miami Dolphins na Semana 6, Trubisky lançou para 316 jardas, três touchdowns e uma interceptação na derrota por 31–28 na prorrogação. Na Semana 7, em uma derrota para o New England Patriots, ele lançou para 333 jardas, dois touchdowns e duas interceptações, além de correr para 81 jardas e um touchdown. Na jogada de touchdown corrido, partindo da linha de oito jardas dos Patriots, ele enfrentou pressão que o forçou a recuar horizontalmente pelo campo antes de correr para a frente; embora oficialmente seja um touchdown de oito jardas, ele percorreu uma distância de 71 jardas na jogada. Na semana seguinte, ele conectou com Tarik Cohen para um touchdown de 70 jardas no primeiro quarto, terminando o dia com 220 jardas na vitória sobre o New York Jets. Na Semana 9, contra o Buffalo Bills, sua produção foi baixa, mas os Bears contaram com quatro turnovers forçados e dois touchdowns defensivos na vitória. Na Semana 10 contra os Lions, Trubisky lançou para 355 jardas e três touchdowns, além de correr para 18 jardas e um touchdown, na vitória por 34–22 contra o rival de divisão. Sua performance mais uma vez lhe rendeu o Prêmio de Jogador Ofensivo da Semana da NFC.
Na vitória sobre o Minnesota Vikings na Semana 11, Trubisky lançou um touchdown e duas interceptações para 165 jardas, mas sofreu uma lesão no ombro causada por um golpe tardio do safety Harrison Smith, o que o fez perder os dois próximos jogos dos Bears. Trubisky retornou na Semana 14 contra o Los Angeles Rams e lançou para 110 jardas, um touchdown e três interceptações. Seu passe para touchdown foi um passe de dois jardas para o offensive lineman Bradley Sowell. Apesar das dificuldades, a defesa dos Bears interceptou Jared Goff, quarterback dos Rams, quatro vezes e venceu por 15–6. Na Semana 15, Trubisky lançou para 235 jardas e dois touchdowns na vitória por 24–17 sobre os Packers. Essa vitória também garantiu o título da divisão NFC North para os Bears pela primeira vez desde 2010.
Durante a vitória na Semana 16 sobre os 49ers, Trubisky completou 25 de 29 passes para 246 jardas e um touchdown, alcançando uma porcentagem de completos de 86.2, a mais alta por um quarterback dos Bears com pelo menos 20 passes desde 1950. Ele também se tornou o sexto quarterback na história dos Bears a alcançar 3.000 jardas de passe em uma temporada. Após 163 jardas na vitória na temporada regular contra os Vikings, ele encerrou a temporada regular com 3.223 jardas de passe, 24 touchdowns e 12 interceptações. Ele também correu para 421 jardas (quinto entre os quarterbacks) e três touchdowns. Trubisky empatou o recorde da equipe de mais jogos com pelo menos 300 jardas de passe em uma temporada, com quatro, enquanto também estabeleceu um recorde da franquia com quatro jogos com uma classificação de passador superior a 120. Ele recebeu uma nota geral de 63.6 da PFF em 2018, que o classificou como a 33ª nota mais alta entre todos os quarterbacks qualificados.
No Wild Card contra os Eagles, Trubisky se recuperou depois de quase lançar duas interceptações no segundo quarto, completando 13 de 20 passes para 198 jardas e um touchdown no segundo tempo. Na última campanha dos Bears no jogo, com 48 segundos restantes e sua equipe perdendo por 16–15, Trubisky liderou uma campanha de 33 jardas que incluiu um passe de 25 jardas. No entanto, a tentativa de field goal de 43 jardas de Cody Parkey falhou — batendo no poste e depois na trave — resultando na derrota de Chicago. Trubisky encerrou sua estreia nos playoffs completando 26 de 43 passes para 303 jardas e um touchdown. As jardas e passes completos estabeleceram recordes de pós-temporada da franquia, enquanto Trubisky se tornou o mais jovem quarterback dos Bears a lançar um passe para touchdown nos playoffs desde Doug Flutie em 1986.
Após a temporada, Trubisky foi nomeado como um substituto para o Pro Bowl de 2019. Ele se tornou o primeiro quarterback dos Bears desde Jim McMahon em 1986 a ser selecionado para o Pro Bowl.

#### 2019

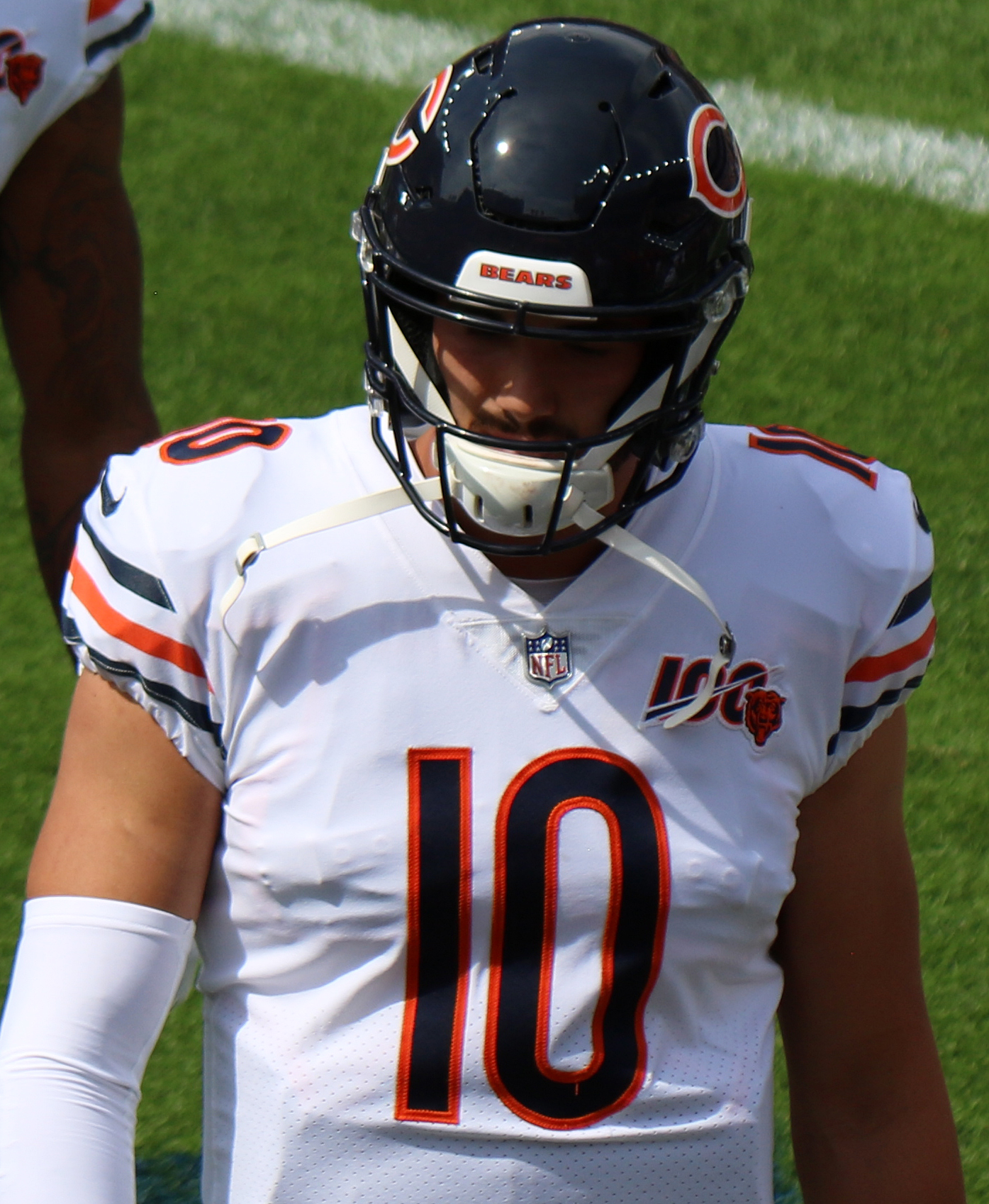
Trubisky em Denver em 2019

Na Semana 1 contra os Packers, Trubisky lançou para 228 jardas, nenhum touchdown e uma interceptação. Ele completou 26 de 45 passes, enquanto os Bears perderam por 10–3. Na semana seguinte, contra o Denver Broncos, Trubisky lançou 16 vezes para 120 jardas, incluindo uma conclusão de 25 jardas para o wide receiver Allen Robinson no quarto down, com apenas oito segundos restantes no jogo, que preparou o campo para o field goal de 53 jardas para a vitória por Eddy Piñeiro. Na Semana 3 contra o Washington Redskins, Trubisky lançou seu primeiro passe para touchdown do ano, um passe de três jardas para Taylor Gabriel; a dupla registrou mais dois touchdowns durante o segundo quarto. Ele encerrou a vitória dos Bears por 31–15 com 231 jardas, três touchdowns e uma interceptação. Na Semana 4 contra os Vikings, Trubisky lesionou o ombro após ser derrubado por Danielle Hunter no primeiro quarto. Ele foi substituído por Chase Daniel, que levou os Bears à vitória por 16–6. Em 20 de outubro, os Bears anunciaram Trubisky como ativo antes da partida contra o New Orleans Saints. No jogo, ele lançou para 251 jardas e dois touchdowns na derrota por 36–25.
Na Semana 9 contra os Eagles, Trubisky lançou para 125 jardas na derrota por 22–14. O ataque dos Bears gerou apenas nove jardas totais no primeiro tempo, enquanto a equipe sofreu sua quarta derrota consecutiva, o que gerou discussões contínuas sobre a posição de Trubisky como quarterback dos Bears tanto a curto quanto a longo prazo. Na Semana 10 contra os Lions, Trubisky lançou para 173 jardas e três touchdowns na vitória por 20–13. Na Semana 11 contra os Rams no Sunday Night Football, Trubisky lançou para 190 jardas, um touchdown e uma interceptação. Ele sofreu uma lesão no quadril ao ser derrubado por Michael Brockers e foi substituído por Chase Daniel no final do quarto período na derrota por 17–7.
Na Semana 13, Trubisky jogou seu primeiro jogo de Thanksgiving contra os Lions, lançando para 338 jardas, três touchdowns, incluindo o touchdown da vitória, e uma interceptação na vitória por 24–20. Ele foi posteriormente nomeado o Jogador da Semana. Na semana seguinte contra o Dallas Cowboys, Trubisky se recuperou de uma interceptação na primeira campanha que foi devolvida até a linha de uma jarda dos Cowboys, lançando para 244 jardas, três touchdowns e adicionando 63 jardas terrestres, incluindo um touchdown de 23 jardas, na vitória por 31–24 dos Bears. Na Semana 15, contra o Green Bay Packers, ele passou para 334 jardas, um touchdown e duas interceptações na derrota por 21–13. Esta derrota, somada à vitória dos Vikings sobre o Los Angeles Chargers, eliminou os Bears da disputa pelos playoffs. No geral, na temporada de 2019, Trubisky acumulou 3,138 jardas de passe, 17 touchdowns e dez interceptações, além de 48 corridas para 193 jardas e dois touchdowns terrestres.

#### 2020
Em 31 de março de 2020, os Bears contrataram o quarterback Nick Foles e anunciaram uma "competição aberta" pela posição de quarterback titular. Em 2 de maio, os Bears optaram por não exercer a opção de quinto ano de Trubisky. Trubisky e Foles competiram pela posição de titular durante a pré-temporada e Nagy nomeou Trubisky como o titular antes da abertura da temporada de 2020.
Na abertura da temporada contra os Lions, Trubisky começou devagar, completando oito passes em 20 tentativas para 110 jardas no primeiro tempo, enquanto os Bears perdiam por 23–6 entrando no quarto período. Durante o último período, ele melhorou significativamente, completando oito de dez passes para 89 jardas e três touchdowns, marcando 21 pontos sem resposta e levando os Bears a uma virada por 27–23. Trubisky atribuiu o sucesso tardio ao ajuste dos Lions para uma defesa homem-a-homem, explicando em sua coletiva de imprensa que "quando os Lions chegaram perto do final, eles vão jogar com o que mais confiam, que é o homem-a-homem para eles. E nós sabíamos disso."
Na semana seguinte contra o New York Giants, Trubisky começou forte ao completar 13 de 18 passes para 159 jardas e dois touchdowns no primeiro tempo, levando os Bears a uma vantagem de 17–0. No entanto, ele teve apenas cinco de dez passes completos para 31 jardas e duas interceptações no segundo tempo, com os Giants quase conseguindo uma virada antes que Chicago segurasse a vitória por 17–13.
Os Bears substituíram Trubisky durante o jogo da semana 3 contra o Atlanta Falcons, depois de caírem em um déficit de 16 pontos. Foles entrou no lugar de Trubisky e liderou os Bears para uma vitória de virada por 30–26. Trubisky completou 13 de 22 passes para 128 jardas, um touchdown e uma interceptação antes de ser substituído. Foles foi oficialmente nomeado o titular um dia após o jogo.
Trubisky teve uma breve participação na semana 8 contra o New Orleans Saints, registrando uma corrida de três jardas em uma campanha que terminou com um field goal. A ideia de integrar Trubisky para essas jogadas começou a ser desenvolvida logo após sua substituição, com Nagy explicando em sua coletiva pós-jogo que "era uma arma para nós podermos usar suas pernas e, obviamente, também poder lançar a bola. É algo que estamos considerando. Cada jogo pode ser um pouco diferente, mas é algo que as equipes têm que se preparar." No entanto, ele sofreu uma lesão no ombro de lançamento na jogada, o que o inativou para o jogo da semana seguinte.
No dia 27 de novembro, os Bears anunciaram Trubisky como titular para o jogo da semana 12 contra os Packers no Sunday Night Football, devido a Foles lidar com uma lesão no quadril. Durante o jogo, ele completou 26 de 46 passes para 242 jardas, três touchdowns e duas interceptações, além de sofrer um fumble que foi retornado para touchdown na derrota por 41-25. Trubisky completou 26 de 34 passes para 267 jardas e um touchdown no jogo seguinte contra os Lions, mas ele sofreu um fumble dentro da própria linha de dez jardas com menos de dois minutos restantes, resultando no touchdown da vitória dos Lions.
No jogo da Semana 14 contra o Houston Texans, houve uma cobertura da mídia focada na seleção de Trubisky no draft de 2017 antes do eventual quarterback dos Texans, Deshaun Watson. Um artigo da ESPN.com publicado durante a semana foi intitulado "Torcedores dos Bears assistirão Deshaun Watson, dos Texans, superar Mitchell Trubisky e se perguntarão o que poderia ter sido". Trubisky completou 24 de 33 passes para 267 jardas e três touchdowns, ajudando os Bears a liderar por 30-7 no intervalo e vencer por 36-7. Na Semana 16 contra o Jacksonville Jaguars, Trubisky lançou para 265 jardas, dois touchdowns e uma interceptação, além de correr para mais um touchdown na vitória por 41-17. No geral, Trubisky apareceu em dez jogos na temporada de 2020, acumulando 2.055 jardas passadas, 16 touchdowns e oito interceptações.
No Wild Card dos playoffs, Trubisky completou 19 de 29 passes para 199 jardas e um touchdown, enquanto os Saints derrotaram os Bears por 21-9. Trubisky foi eleito o Nickelodeon Valuable Player (NVP) durante a transmissão do jogo pela Nickelodeon, após uma campanha de mídia social para votação.
Trubisky acumulou 10.609 jardas lançadas, 64 touchdowns e 37 interceptações durante suas quatro temporadas com os Bears. Ele detém o recorde da franquia de percentual de passes completos na carreira (64%). Trubisky geralmente foi considerado uma decepção no draft devido à sua jogabilidade inconsistente e ao fato de os Bears tê-lo escolhido antes de Patrick Mahomes, duas vezes MVP, e Deshaun Watson, selecionado três vezes para o Pro Bowl.

### Buffalo Bills

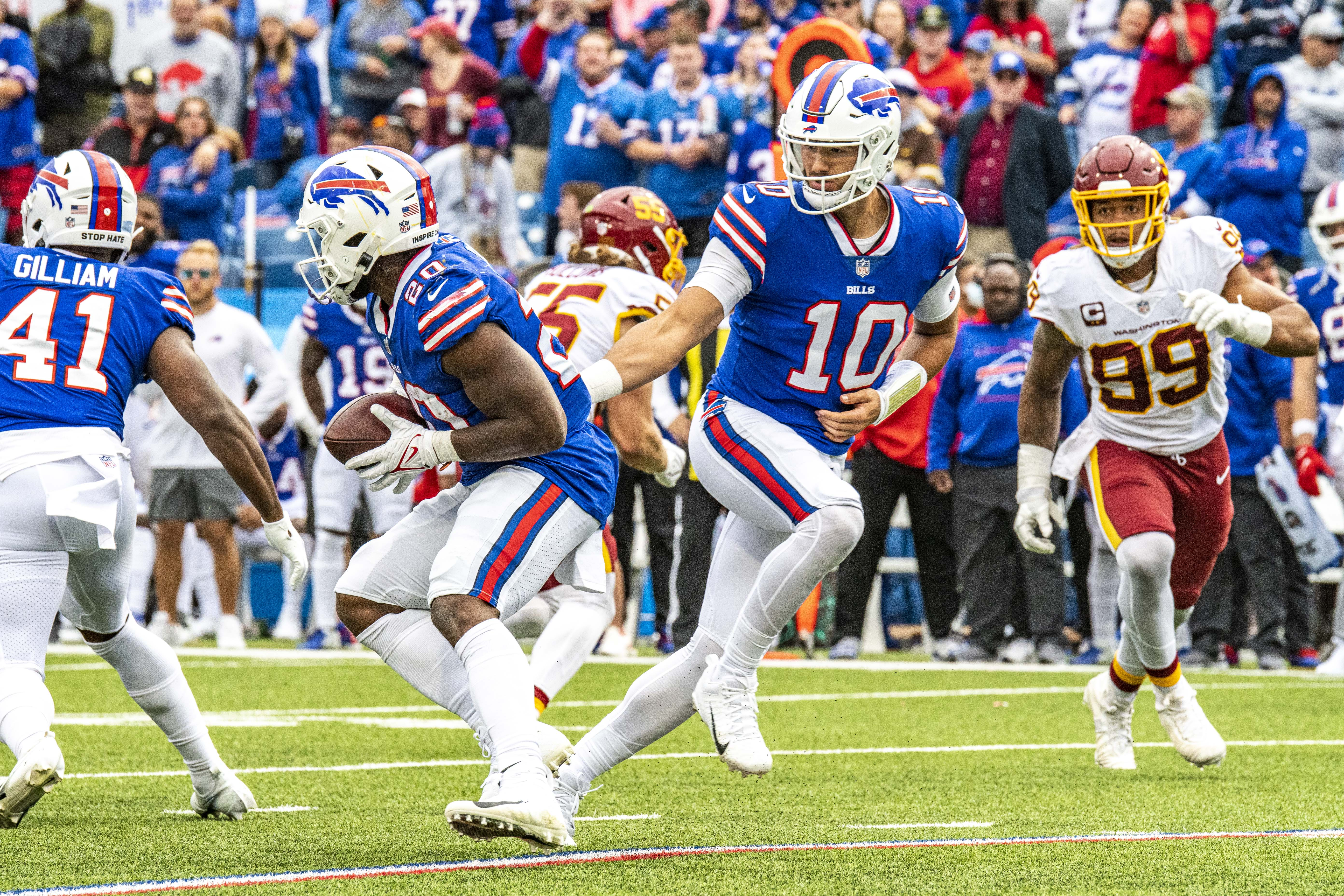
Trubisky jogando contra Washington em 2021

Em 18 de março de 2021, Trubisky assinou um contrato de um ano com o Buffalo Bills no valor de US$2.5 milhões. Ele não recebeu oportunidades de titularidade de outras equipes, então Trubisky disse que assinou com os Bills para ser o reserva de Josh Allen e aprender sob a mesma comissão técnica que desenvolveu Allen em um candidato a MVP.
Trubisky fez sua primeira aparição pelos Bills em uma vitória avassaladora sobre o Washington Football Team na Semana 3. Ele também jogou no quarto quarto na vitória por 40-0 sobre o Houston Texans na Semana 4, onde marcou seu único touchdown da temporada, uma corrida de quatro jardas.

### Pittsburgh Steelers

#### 2022
Em 17 de março de 2022, Trubisky assinou um contrato de dois anos e US$14.2 milhões com o Pittsburgh Steelers.
Em 6 de setembro de 2022, Trubisky foi nomeado o quarterback titular dos Steelers vencendo a competição com Kenny Pickett no jogo da Semana 1 contra o Cincinnati Bengals. Na partida, Trubisky lançou para 194 jardas e um touchdown, sem cometer turnovers na vitória por 23-20 na prorrogação. Após lançar para 168 jardas com um touchdown e uma interceptação na derrota da Semana 2 em casa contra o New England Patriots, foram ouvidos gritos de "Queremos Kenny" entre a torcida de Pittsburgh. Na Semana 4 contra o New York Jets, Trubisky foi substituído no terceiro quarto por Pickett depois de lançar para 84 jardas e uma interceptação na derrota por 24-20. Mais tarde naquela semana, o treinador Mike Tomlin anunciou Pickett como o quarterback titular. Durante o jogo da Semana 6 contra o Tampa Bay Buccaneers, Trubisky entrou para substituir um lesionado Pickett. Na Semana 15 contra o Carolina Panthers, Trubisky foi nomeado o quarterback titular depois que Pickett foi descartado com uma concussão. Ele passou para 179 jardas e marcou um touchdown terrestre na vitória por 24-16.

#### 2023
Em maio de 2023, Trubisky assinou uma extensão de contrato de dois anos e US$11.5 milhões com os Steelers.
Na Semana 13, Trubisky substituiu um Kenny Pickett lesionado. Com Pickett fora, Trubisky foi titular nas Semanas 14 e 15, completando 38 de 58 tentativas de passe para 359 jardas, dois touchdowns e três interceptações, enquanto os Steelers perderam ambos os jogos que ele iniciou. Ele posteriormente perdeu a posição de titular em favor de Mason Rudolph. Em 12 de fevereiro de 2024, Trubisky foi dispensado pelos Steelers.

### Buffalo Bills (segunda passagem)
Em 7 de março de 2024, Trubisky assinou um contrato de dois anos e US$5.2 milhões com os Bills.

## Estatísticas na NFL

### Temporada regular
| Ano      | Time     | Jogos | Jogos | Jogos | Passando | Passando | Passando | Passando | Passando | Passando | Passando | Passando | Passando | Correndo | Correndo | Correndo | Correndo | Correndo | Sacks | Sacks  | Fumbles | Fumbles  |
| Ano      | Time     | JD    | JT    | V-D   | Cmp      | Ten      | Pct      | Jardas   | Média    | Lng      | TD       | Int      | Rtg      | Ten      | Jardas   | Média    | Lng      | TD       | Sck   | Jardas | Fum     | Perdidos |
| -------- | -------- | ----- | ----- | ----- | -------- | -------- | -------- | -------- | -------- | -------- | -------- | -------- | -------- | -------- | -------- | -------- | -------- | -------- | ----- | ------ | ------- | -------- |
| 2017     | CHI      | 12    | 12    | 4–8   | 196      | 330      | 59,4%    | 2 193    | 6,6      | 70       | 7        | 7        | 77,5     | 41       | 248      | 6,0      | 46       | 2        | 31    | 196    | 10      | 3        |
| 2018     | CHI      | 14    | 14    | 11–3  | 289      | 434      | 66,6%    | 3 223    | 7,4      | 70       | 24       | 12       | 95,4     | 68       | 421      | 6,2      | 39       | 3        | 24    | 143    | 6       | 3        |
| 2019     | CHI      | 15    | 15    | 8–7   | 326      | 516      | 63,2%    | 3 138    | 6,1      | 53       | 17       | 10       | 83,0     | 48       | 193      | 4,0      | 23       | 2        | 38    | 234    | 5       | 2        |
| 2020     | CHI      | 10    | 9     | 6–3   | 199      | 297      | 67%      | 2 055    | 6,9      | 53       | 16       | 8        | 93,5     | 33       | 195      | 5,9      | 45       | 1        | 18    | 125    | 6       | 2        |
| 2021     | BUF      | 6     | 0     | —     | 6        | 8        | 75%      | 43       | 5,4      | 15       | 0        | 1        | 47,4     | 13       | 24       | 1,8      | 22       | 1        | 0     | 0      | 0       | 0        |
| 2022     | PIT      | 7     | 5     | 2–3   | 117      | 180      | 65%      | 1 252    | 7,0      | 45       | 4        | 5        | 81,1     | 19       | 38       | 2,0      | 9        | 2        | 11    | 68     | 0       | 0        |
| 2023     | PIT      | 5     | 2     | 0–2   | 67       | 107      | 62,6%    | 632      | 5,9      | 26       | 4        | 5        | 71,9     | 16       | 54       | 3,4      | 15       | 2        | 7     | 42     | 1       | 1        |
| Carreira | Carreira | 69    | 57    | 31–26 | 1 200    | 1 872    | 64,1%    | 12 536   | 6,7      | 70       | 72       | 48       | 85,5     | 238      | 1 173    | 4,9      | 46       | 13       | 129   | 808    | 28      | 11       |

### Playoffs
| Ano    | Time   | Jogos | Jogos | Passando  | Passando  | Passando  | Passando  | Passando  | Passando  | Passando  | Passando  | Passando  | Correndo  | Correndo  | Correndo  | Correndo  | Correndo  | Sacks     | Sacks     | Fumbles   | Fumbles   |
| Ano    | Time   | JD    | JT    | Cmp       | Ten       | Pct       | Jardas    | Média     | Lng       | TD        | Int       | Rtg       | Ten       | Jardas    | Média     | Lng       | TD        | Sck       | Jardas    | Fum       | Perdidos  |
| ------ | ------ | ----- | ----- | --------- | --------- | --------- | --------- | --------- | --------- | --------- | --------- | --------- | --------- | --------- | --------- | --------- | --------- | --------- | --------- | --------- | --------- |
| 2018   | CHI    | 1     | 1     | 26        | 43        | 60.5      | 303       | 7.0       | 45        | 1         | 0         | 89.6      | 3         | 9         | 3.0       | 6         | 0         | 2         | 12        | 0         | 0         |
| 2020   | CHI    | 1     | 1     | 19        | 29        | 65.5      | 199       | 6.9       | 28        | 1         | 0         | 96.8      | 3         | 10        | 3.3       | 7         | 0         | 1         | 8         | 0         | 0         |
| 2021   | BUF    | 1     | 0     | 0         | 0         | —         | 0         | —         | 0         | 0         | 0         | —         | 3         | −2        | −0.7      | 0         | 0         | 0         | 0         | 0         | 0         |
| 2023   | PIT    | 0     | 0     | Não jogou | Não jogou | Não jogou | Não jogou | Não jogou | Não jogou | Não jogou | Não jogou | Não jogou | Não jogou | Não jogou | Não jogou | Não jogou | Não jogou | Não jogou | Não jogou | Não jogou | Não jogou |
| Career | Career | 3     | 2     | 45        | 72        | 62.5      | 502       | 7.0       | 45        | 2         | 0         | 92.5      | 9         | 17        | 1.9       | 7         | 0         | 3         | 20        | 0         | 0         |

## Recordes
- Mais jardas em um jogo dos playoffs pelo Chicago Bears com 303 jardas (anteriormente mantido por Sid Luckman).[127]
- Mais passes completos (196) e jardas aéreas (2.193) por um novato dos Bears.
- O quarterback dos Bears mais rápido a superar 10.000 jardas de passe na carreira (49 jogos, anteriormente mantido por Jim McMahon).[128]

## Vida pessoal
Trubisky ganhou o apelido de "Mr. Biscuit" na faculdade, depois que um de seus treinadores teve dificuldade para pronunciar seu nome. Seus irmãos mais novos, Manning e Mason, jogaram como wide receiver na Mentor High School, sendo que o primeiro continuou jogando na John Carroll University.

Trubisky se casou com Hillary Gallagher em 3 de julho de 2021. Seu filho nasceu em maio de 2022.